# VI Congresso del Partito Comunista Italiano
Il VI Congresso del Partito Comunista Italiano si svolse a Milano dal 4 al 10 gennaio 1948.

## Storia
In uno scenario italiano in rapido mutamento, il VI Congresso seguì il referendum istituzionale, le elezioni per l’Assemblea Costituente, entrambi svolti nel 1946, e l’approvazione della Costituzione il 22 dicembre 1947. Quanto alla vita interna del PCI, nel 1947 si era svolta la III Conferenza di organizzazione, occasione nella quale Togliatti aveva parlato per la prima volta di “via italiana” al socialismo, da perseguire differenziandosi dal modello sovietico.
Una relazione di Togliatti diede l’avvio al Congresso di Milano. In essa, oltre ai compiti che avrebbero visto il PCI in prima linea, il segretario delineò le fragilità della democrazia italiana e le contraddizioni in atto: da un lato l’esaltazione della nuova Costituzione, strumento di trasformazione e di progresso, dall’altro le ambiguità della DC e l’offensiva delle forze conservatrici. Al vertice dell’organizzazione, riconfermato Togliatti come segretario, Pietro Secchia affiancò Luigi Longo nel ruolo di vicesegretario. Oltre a Togliatti e ai due vicesegretari, nella direzione vennero eletti elementi della “vecchia guardia”: Amendola, Colombi, Di Vittorio, D’Onofrio, Li Causi, Negarville, Noce, Novella, Pajetta, Roasio, Rossi, Roveda, Scoccimarro, Sereni e Spano; e, come membri candidati, Grieco, Montagnana e Terracini. Berlinguer, in qualità di responsabile del settore giovanile comunista, divenne candidato di diritto.